# حبق دواري الأوراق
حبق دواري الأوراق (الاسم العلمي:Ocimum verticillifolium) هو نوع من النباتات يتبع جنس الحبق من الفصيلة الشفوية.